# Aplocheilichthys sp. nov. 'Naivasha'
Aplocheilichthys sp. nov. 'Naivasha foi uma espécie de peixe da família Poeciliidae.
Foi endémica da Quénia.
O seu habitat natural foi lagos de água doce.